# Kār-Tukulti-Ninurta
Koordinaten: 35° 29′ 45″ N, 43° 16′ 10″ O

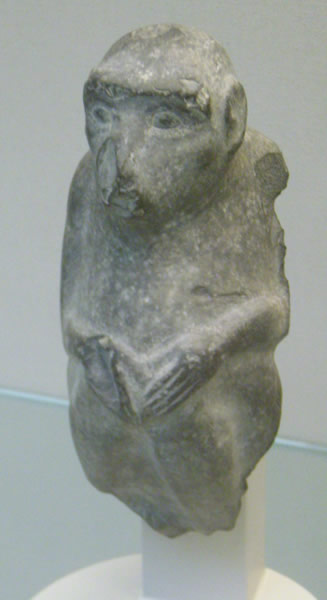
Figur eines Affen aus Kar-Tukulti-Ninurta

Kār-Tukulti-Ninurta (Hafen des Tukulti-Ninurta) war im 13. Jahrhundert vor Christus kurzzeitig Hauptstadt von Assyrien. Sie wurde von Tukulti-Ninurta I. nach seinem Sieg über Babylon auf jungfräulichem Boden gegründet und mit Kriegsgefangenen, u. a. aus Babylonien und Nairi, erbaut.
Die Stadt war quadratisch, mit einer Seitenlänge von ca. 800 m, wobei die Westseite durch den Tigris gebildet wurde, und hatte vier Tore. Die Stadt war durch eine Mauer, die parallel zum Tigris verlief, in zwei Quartiere aufgeteilt. Ein Kanal sicherte die Versorgung mit Süßwasser.
Sie enthielt mindestens einen Palast (é-gal me-šár-ra) und einen Assurtempel (é-kur me-šár-ra) mit einer Ziggurat.
Tukulti-Ninurta hatte die Stadt als Kultzentrum für Aššur geplant und brachte – einmalig in der assyrischen Geschichte – die Statue des Gottes aus Assur hierher. Dies wurde jedoch unter seinen Nachfolgern rückgängig gemacht und das Sakrileg, das vielleicht zur Ermordung des Herrschers führte, nie wiederholt.
Es wird meist angenommen, dass die Stadt nach dem Tod ihres Erbauers verlassen wurde, doch sind auch Funde aus der Zeit von Tiglat-pileser I. und jünger bekannt.

## Gründungsinschrift
Auf Alabastertafeln, die sich in Aššur und in Kār-Tukulti-Ninurta fanden, wird von der Gründung der Stadt berichtet:

„Zu dieser Zeit verlangte der Gott Aššur von mir ein neues Kultzentrum auf dem Ufer gegenüber meiner Stadt, das gewünschte Objekt (?) der Götter und er selbst befahlen mir, sein Heiligtum zu bauen. Auf Befehl des Gottes Aššur, dem Gott, der mich liebt, erbaute ich vor meiner Stadt Aššur, eine Stadt für den Gott Aššur auf dem gegenüberliegenden Ufer, neben dem Tigris, in unkultiviertem Land und in Wiesen, wo weder ein Haus noch eine Behausung war, wo keine Ruinenhügel oder Geröll sich gesammelt hatten und wo keine Ziegel ausgelegt waren. Ich nannte sie Kar-Tukulti-Ninurta. Ich schnitt gerade wie eine Schnur durch die felsigen Berge, ich säuberte mit Steinmeißeln einen Weg durch die schwierigen Berge, ich schnitt einen Weg für einen Fluss, der das Leben im Land unterstützt und der Wohlstand bringt und ich formte die Ebenen meiner Stadt zu bewässerten Feldern. Ich arrangierte regelmäßige Opfer für Assur und die großen Götter, meine Herren in Dauer von den Produkten des Kanalwassers. Zu dieser Zeit baute ich in meiner Stadt Kar-Tukulti-Ninurta das Kultzentrum, das ich konstruiert habe, einen heiligen Tempel, ein wunderbares Heiligtum als Wohnort des Gottes Aššur, mein Herr. Ich nannte es é-kur me-šár-ra. Darin vollendete ich eine große Ziggurat als den kultischen Sitz des Gottes Aššur, meines Herrn, und deponierte (dort) meine Stele.“

## Das Stadtgebiet
Der offizielle Teil der Stadt war in der Mitte durch eine Mauer in zwei Teile geteilt. Alle bisher ausgegrabenen öffentlichen Gebäude fanden sich in der Westhälfte, die am Tigris liegt. Die Funktion dieser Zweiteilung ist unsicher. In der östlichen Hälfte wurden an der Oberfläche kaum Funde beobachtet, so dass es den Anschein hat, dass dieser Teil der Stadt nie oder zumindest nur sehr dünn besiedelt war. Wirkliche Aufschlüsse können nur Grabungen erbringen. Verschiedene Szenarien können vermutet werden. Vielleicht war dieser Teil der Stadt für Felder und Weiden vorbehalten. Vielleicht sollte dieses Stadtgebiet aber auch besiedelt werden und es kam wegen des Todes des Königs nie dazu.
Im Norden, von der Ostseite, führte ein Kanal in die Stadt. Dieser verlief ca. 300 m Ost-West, knickte dann vor der Innenmauer nach Süden ab und verlief an deren Außenseite nach Süden entlang, um dann im Süden aus der Stadt wieder auszutreten.

## Die Stadtmauer
Der offizielle Bereich der Stadt war an mindestens drei Seiten von einer Mauer umgeben und hatte wahrscheinlich vier Tore. Nur das südliche Tor ist ausgegraben worden. Der Torbau bestand aus dem eigentlichen Eingang, der von zwei Türmen flankiert war, die wiederum elf Meter breit waren und 16 Meter vor der Mauer hervorstanden. Zwischen ihnen befand sich ein acht Meter breiter Zugang. Dahinter befand sich ein Torhof, der wiederum acht Meter breit und 15 Meter lang war. Er war wiederum von zwei etwas kleineren Türmen flankiert. Dieser Teil der Toranlage ragte vollständig in die Stadt hinein. Östlich anschließend befand sich ein Treppenhaus, durch das man sicherlich auf die Türme des Tores, aber auch auf die Mauer gelangen konnte. Die eigentliche Stadtmauer war etwa sieben Meter stark. In einem regelmäßigen Abstand von 24,5 Metern gab es Kavalierstürme, die fünf Meter breit waren.
Der offizielle Teil der Stadt war in der Mitte von etwa Nord nach Süd durch eine weitere Mauer in zwei Teile unterteilt. Diese Mauer war 3,5 Meter dick und hatte im Abstand von 15,5 Metern Vorsprünge. Im Norden der Stadt befand sich auch ein großer ummauerter Hof, der etwa 100 Meter lang und etwa 80 Meter breit war, wobei er anscheinend an der Westseite nicht ummauert war. Die Mauer dieses Hofes oder Platzes war Teil der Binnenmauer. In der Mitte des Hofes stand ein Turm, dessen Funktion unbekannt ist. Alleinstehende Türme sind in der mesopotamischen Architektur kaum belegt. 1989 wurde eine weitere Stadtmauer, 1,5 km südlich der des offiziellen Bereiches, erfasst. Diese ist auch literarisch belegt (K. Deller/A. Fadhil und K.M. Ahmad, Two New Royal Inscriptions Dealing with Construction Work in Kar-Tukulti-Ninurta, Baghdader Mitteilungen 25, 1994, 459–472).

## Der Aššurtempel

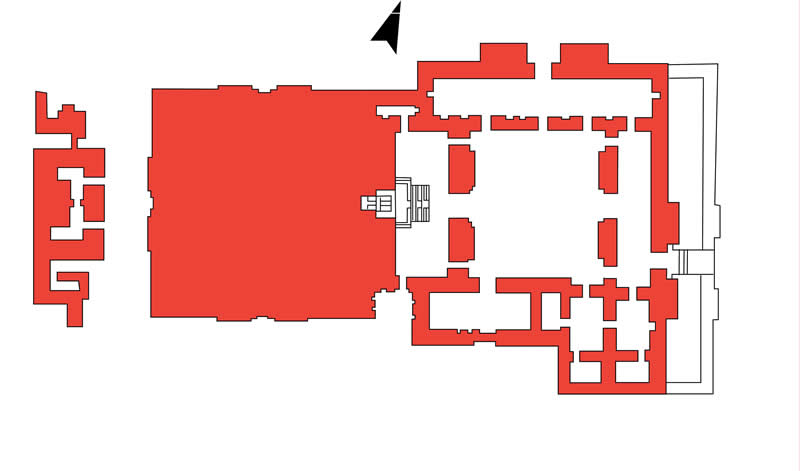
Plan des Assurtempels

Der Bau des Tempels é-kur me-šár-ra nahm eine Fläche von etwa 53,3 auf 93 Meter ein und befand sich in etwa in der Mitte der westlichen Stadthälfte. Die Anlage bestand aus zwei Teilen. Im Westen befanden sich die Reste der Zikkurat und im Osten der Tieftempel mit einem großen Hof und diversen Räumlichkeiten darum. Der Tieftempel hatte die Maximalmaße von 51,8 mal 53,3 Meter. Die anschließende Ziggurat nahm eine Fläche von 30 mal 30 Meter ein. Der Innenhof des Flachtempels war 20 mal 17, 7 Meter groß. Zwei Tore, eines im Norden und eines im Osten, gewährten den Zutritt zu dem Tempel. Im Süden, gleich neben der Zikkurat, befand sich ein kleinerer Nebeneingang. Von den beiden Haupteingängen gelangte man jeweils in eine große, breite Halle, von der jeweils drei Tore in den Hof führten. Im Süden der Anlage gab es sechs etwas kleinere Räume. Im Westen, vom Hof aus durch drei Tore zu erreichen, befand sich die Zella des Tempels. Sie hatte im unteren Teil einen Asphaltanstrich, war also schwarz, darüber waren die Wände rot gestrichen. Es gibt keine Anzeichen für irgendwelche aufgemalten Ornamente. An der Rückwand befand sich ein Podest mit einer Kultnische. Sie konnte über Treppen betreten werden. Die meisten Durchgänge im Tempel sind axial angelegt. Nur der Haupteingang im Osten ist nach Süden versetzt, so dass man von außen nicht direkt auf das Kultbild im Allerheiligsten schauen konnte. Die Zikkurat stand bei ihrer Auffindung noch teilweise acht Meter hoch an. Hier fand sich in einem Schacht eine Gründungsinschrift, die den Namen des Tempels und des Erbauers nennt. Durch diese Inschrift war die Identifizierung von Kar-Tukulti-Ninurta möglich. In westlicher Richtung hinter der Zikkurat stand ein freistehendes Treppenhaus, das wahrscheinlich einst durch eine Brücke mit der Zikkurat verbunden war. Davon ist jedoch nichts mehr erhalten. Beim Tempel fanden sich zahlreiche Rosetten aus Fayence, die einst die Fassade oder die Innenräume geschmückt haben dürften. Der Tempel war wahrscheinlich nicht lange in Betrieb. Alle Türen sind vermauert worden. Ob dies kurz nach der Ermordung von Tukulti-Ninurta I. oder sogar schon vorher geschah, kann nicht gesagt werden.

## Der Südpalast

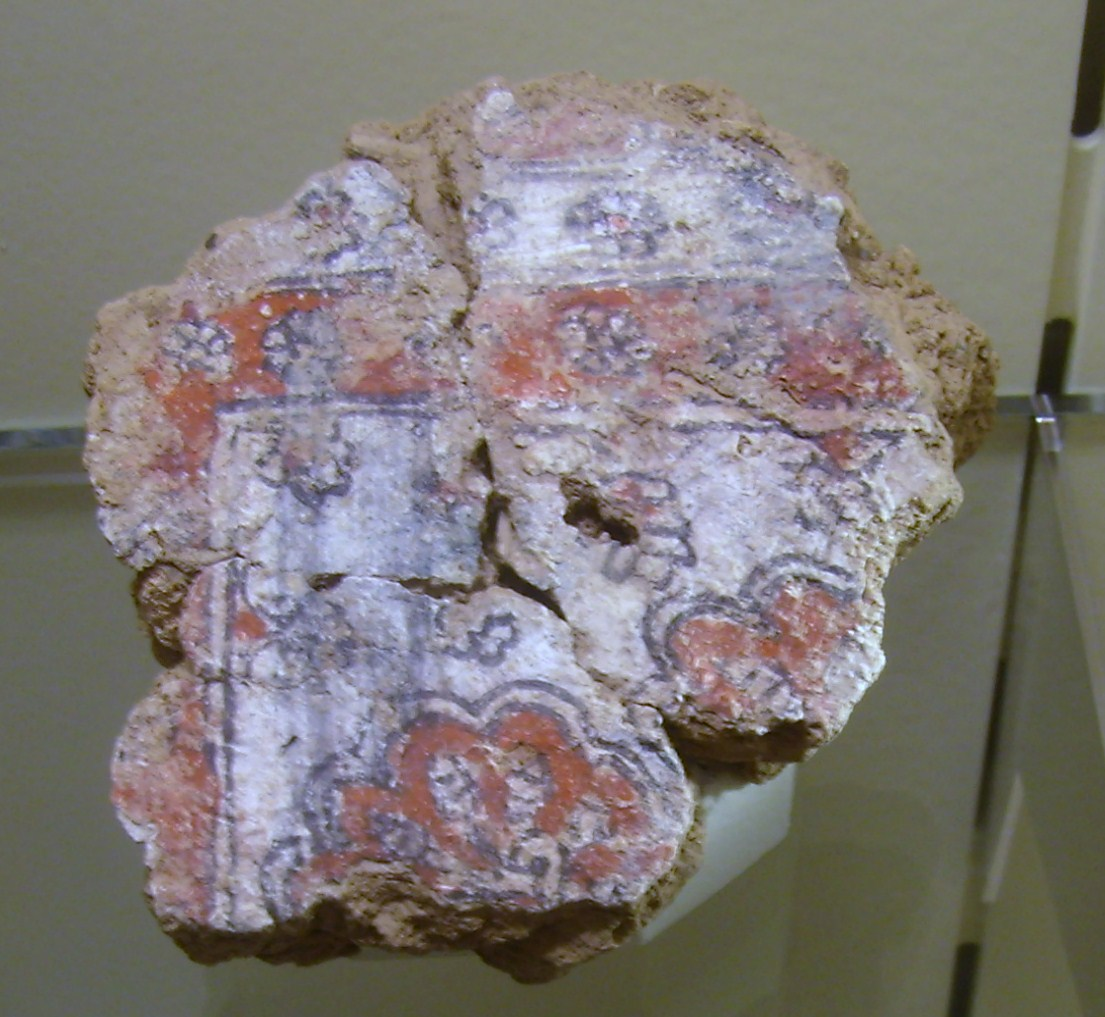
Fragment einer Wandmalerei aus Kar-Tukulti-Ninurta

Der sogenannte Südpalast lag wie alle ausgegrabenen Bauten im Westteil der Stadt, etwa nordwestlich vom Assurtempel. Der Palast stand einst auf einer aus Lehmziegeln errichteten Terrasse, die etwa 37 Meter breit und mindestens 75 Meter lang war. Die Reste des Baues standen bei der Ausgrabung noch teilweise mehr als zwölf Meter hoch an, jedoch konnte an keiner Stelle die Oberseite der Terrasse festgestellt werden. Eine Bauinschrift deutet an, dass sie einst vielleicht um die 18 Meter hoch gewesen ist. Die Außenseiten der Terrasse waren mit einer Nischengliederung dekoriert. Vor allem zur Flussseite hin ist die Terrasse stark abgetragen. Hier wird ein monumentaler Eingang vermutet, von dem aber nichts mehr erhalten ist. Von dem eigentlichen Palast, der auf der Terrasse stand, ist auch so gut wie nichts mehr erhalten. Bemerkenswert sind aber immerhin zahlreiche Fragmente von Wandmalereien, die zeigen, dass der Bau oder zumindest einzelne Räume prächtig geschmückt waren. Es fanden sich vor allem florale Motive, Tierszenen und Mischwesen, halb Mensch, halb Vogel. Ebenerdig und zum Palast gehörig fanden sich diverse Räume, deren Funktionszuordnungen jedoch unsicher sind.

## Der Nordpalast
Der sogenannte Nordpalast stand in der Nordwestecke der Stadt nahe am Tigris ungefähr 140 Meter nördlich vom Südpalast. Der Bau wurde aus Zeitmangel nur teilweise ausgegraben. Viele der Hallen und Räume wurden nicht bis zum Fußboden vom Schutt befreit, sondern es wurden die Mauern nur soweit freigelegt, bis der allgemeine Grundriss des Baues erkennbar war. Die mächtigen Mauern des Baues standen bei der Ausgrabung teilweise noch bis zu acht Meter hoch an.
Im Norden befand sich der monumentale Eingang der Anlage, von dem man in einen Saal gelangte, wohinter sich wiederum ein Saal oder ein Hof und daran anschließend ein weiterer Saal oder ein Hof befanden. Im Nordosten schlossen sich weitere repräsentative Räume an, die jedoch nur zum Teil ausgegraben wurden. Der Palast mag sich nach Nordosten fortgesetzt haben. Im Südwesten fanden sich drei weitere Räume, darunter ein Treppenhaus. Die Funktion des Baues ist umstritten. Zunächst hielt man ihn für einen Tempel. Wahrscheinlich ist es jedoch ein Torbau mit repräsentativen Hallen und Höfen, die dann zum eigentlichen Palast, dem Südpalast, führten. Nachdem der Palast aufgegeben worden war, wurden zahlreiche Durchgänge vermauert. Wahrscheinlich kurze Zeit später sind Teile des Palastes in einfache Wohnquartiere umgebaut worden. Die Türvermauerungen wurden wieder aufgebrochen.

## Lage
Die Ruinen der Stadt liegen beim heutigen Ort Tulul al-ʿAqar unweit von Assur im heutigen Gouvernement Salah ad-Din im Irak. Zu den bemerkenswertesten Funden gehört eine kleine steinerne Statue eines Affen.

## Ausgrabungen
Die DOG-Expedition nach Assur grub hier fünf Monate zwischen 1913 und 1914 unter Leitung des Bauhistorikers Walter Bachmann, der sich fast völlig auf die Architektur konzentrierte. Weitere Ausgrabungen wurden unter Leitung von R. Dittmann 1986 (Kurzkampagne) und 1989 von der FU-Berlin durchgeführt.